# アントネッラ・コンフォルトラ
アントネッラ・コンフォルトラ（Antonella Confortola、1975年10月16日 - ）はイタリア、トレンティーノ＝アルト・アディジェ州トレント県カヴァレーゼ出身のクロスカントリースキー選手。

## プロフィール
1993年12月11日にクロスカントリースキー・ワールドカップにデビュー、5kmクラシカル69位となった。1998年長野オリンピック代表に選ばれ、15km27位、30km20位。1999年ノルディックスキー世界選手権ではサビーナ・バルブーザ、ガブリエラ・パルッツィ、ステファーニア・ベルモンドとともに4×5kmリレーで銀メダルを獲得した。
2002年ソルトレークシティオリンピックでは10km34位、15km16位、30km19位、2005年ノルディックスキー世界選手権ではガブリエラ・パルッツィ、アリアンナ・フォリス、サビーナ・バルブーザとともに4×5kmリレーで銅メダルを獲得、2006年トリノオリンピックでは同じくパルッツィ、フォリス、バルブーザとともに4×5kmリレーで銅メダルを獲得した。2010年バンクーバーオリンピックに4度目のオリンピック出場を果たし30kmクラシカル16位となった。
コンフォルトラは夏季にはフェルランニング（マウンテンランニング）の選手として活動し、2002年のマウンテンランニング世界選手権では2位、2003年のマウンテンランニング欧州選手権では3位、2007年と2008年のスリーピークスレースで連覇するなどの好成績を残した。
この競技を通して知り合ったニュージーランドのマウンテンランニング選手で陸上競技のオリンピック代表でもあったジョナサン・ワイアットと2009年5月に結婚した。
2006年にはイタリア共和国功労勲章カヴァリエーレを受章した。